# Пак Кон Ха
Пак Кон Ха (кор. 박건하, нар. 25 липня 1971, Теджон) — південнокорейський футболіст, що грав на позиції півзахисника, зокрема за «Сувон Самсунг Блювінгз» та національну збірну Південної Кореї. По завершенні ігрової кар'єри — тренер.

## Клубна кар'єра
Грав на футбол на університетському рівні. 
Протягом 1994—1995 років захищав кольори клубу «Сеул Е-Ленд».
Своєю грою за останню команду привернув увагу представників тренерського штабу клубу «Сувон Самсунг Блювінгз», до складу якого приєднався 1996 року. Відіграв за сувонську команду до завершення професійної кар'єри 2006 року. Протягом частини 2000 року на правах оренди захищав кольори японського «Касіва Рейсол».

## Виступи за збірну
1996 року дебютував в офіційних матчах у складі національної збірної Південної Кореї.
Загалом протягом трирічної кар'єри в національній команді провів у її формі 20 матчів, забивши 5 голів.

## Кар'єра тренера
Завершивши ігрову кар'єру, залишився у структури «Сувон Самсунг Блювінгз» і увійшов 2007 року до його тренерського штабу.
Згодом протягом першої половини 2010-х входив до тренерських штабів спочатку молодіжної, а згодом національної збірних Південної Кореї.
Протягом 2016–2017 років тренував «Сеул Е-Ленд», а згодом працював у Китаї у тренерських штабах команд «Далянь Їфан» і «Шанхай Шеньхуа».
З 2020 по 2022 рік очолював тренерський штаб «Сувон Самсунг Блювінгз».